# Fanipal
Fanipal (belarusiska: Фаніпаль, ryska: Фаниполь: Fanipol), är en stad i Minsks voblast i sydvästra Belarus.

## Transport
Vägar
| Nummer | Resvägen                                                        |
| ------ | --------------------------------------------------------------- |
| E 30   | Brest (Kazlovitjy) — Fanipal — Minsk — (gräns Ryssland (Redki)) |
|        | Minsk — Fanipal — Dzjarzjynsk                                   |